# Verein zur Erhaltung der Nutzpflanzenvielfalt
Der Verein zur Erhaltung der Nutzpflanzenvielfalt e. V. (VEN) ist ein deutscher gemeinnütziger Verein zur Erhaltung von Nutzpflanzensorten und des Wissens um ihre Kultivierung und Vermehrung. Der eingetragene Verein hat eine Geschäftsstelle im hessischen Witzenhausen.

## Geschichte
Der Verein wurde 1986 vor dem Hintergrund des weltweiten Verlustes von Kulturpflanzensorten gegründet, um samenfeste Sorten von Nutzpflanzen, insbesondere von Gemüse zu erhalten. Im Gegensatz zu heute verbreiteten F1-Hybriden bleiben die Eigenschaften samenfester Sorten auch in den weiteren Generationen erhalten. Damit können sie von jedem dauerhaft kultiviert und vermehrt werden. Der Verein ist der Auffassung, dass Saatgut ein Kulturgut ist. Er tritt damit der zunehmenden Monopolisierung von Saatgut in der Hand weniger Konzerne entgegen.

## Tätigkeiten
- Ausrufung des Gemüse des Jahres
- Erstellung einer Saatgutliste mit derzeit etwa 2000 Sorten als gedruckter Katalog und seit 2014 als Online-Abfrage
- Organisation von Saatgutbörsen, Saatgutseminaren und anderen Bildungsveranstaltungen
- Bildung von Erhalter-Ringen zum Erhalt gefährdeter Sorten
- Bildung von Regionalgruppen
- Erstellung von öffentlich zugänglichem Bildungsmaterial